# Bleeding Love
Bleeding Love è un singolo della cantautrice britannica Leona Lewis, pubblicato il 19 ottobre 2007 come primo estratto dal primo album in studio Spirit.
Il singolo ha raggiunto la vetta di 34 paesi, tra cui Regno Unito, Stati Uniti, Australia e Giappone. È ad oggi il brano più celebre dell'interprete britannica, risultando persino il singolo più venduto a livello mondiale del 2008.
In Italia nel 2008 è stato il 4° brano più venduto, il primo per quanto concerne gli artisti stranieri, essendosi posizionato dietro A te di Jovanotti e Non ti scordar mai di me e Novembre di Giusy Ferreri.

## Descrizione
È una ballad pop scritta da Ryan Tedder e Jesse McCartney. Nel brano la cantante fa uso dell'Auto-Tune.
McCartney scrisse il testo del brano con in mente la sua fidanzata. In seguito dichiarò: "Continuavo a pensare di essere innamorato tanto da star male. Erano quattro mesi che non vedevo la mia ragazza, allora volevo mollare tutto sul serio e tornare a casa da lei. La amavo tanto da star male. Era come sanguinare, una ferita aperta." Nel testo della canzone, la protagonista dichiara di essere completamente accecata dall'amore. I suoi amici la mettono in guardia e cercano di dissuaderla dall'innamorarsi così perdutamente, ma lei continua a soffrire per la persona che ama accettando il dolore, rappresentato metaforicamente da una ferita aperta che "sanguina amore".
Il singolo è stato pubblicato il 19 ottobre 2007 in Regno Unito e Irlanda ed è diventato il singolo più venduto dell'anno in Inghilterra. È stato pubblicato nel resto del mondo nei primi mesi del 2008.

## Recensioni

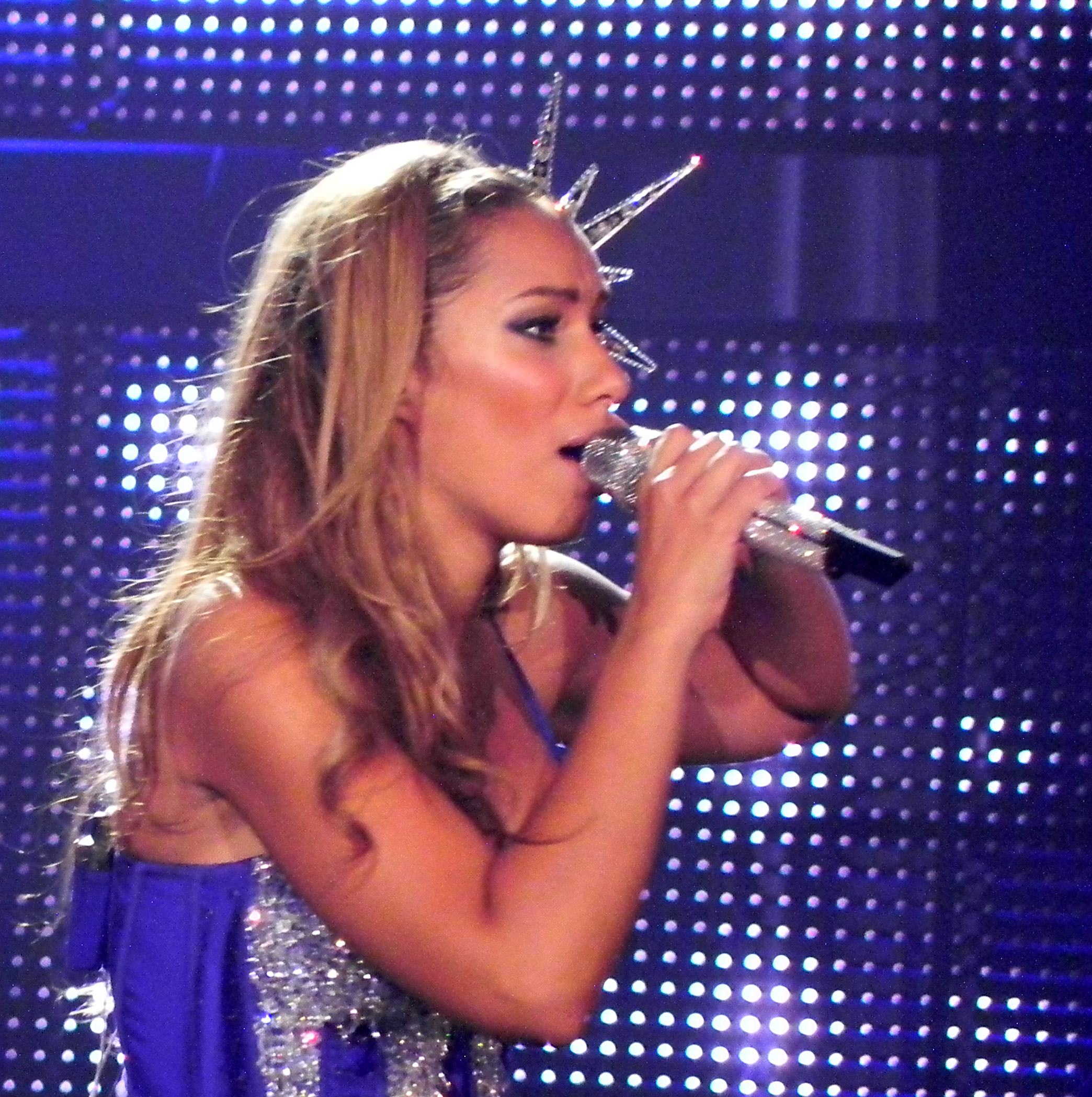
Leona Lewis interpreta "Bleeding Love" durante il suo Labyrinth Tour nel 2010.

"Bleeding Love" fu acclamata da parte della critica. Showbiz Spy la descrisse come una canzone "alimentata da emozioni", e aggiunse: "questa traccia mette in mostra magistralmente le straordinarie doti vocali di Leona e dal primo momento in cui apre bocca non ci si può dimenticare più la sua bellissima voce, capace di intensità da infarto e di un approccio più leggero e spensierato." Digital Spy scrisse che "certamente il miglior singolo pubblicato da una star di X Factor" e la definì "un pezzo pop molto brillante, in grado di offrire il tipo di ballata romantica che i fan della Lewis di X Factor senza dubbio aspettavano con ansia, suggerendo inoltre un che di street credibility sotto forma di beat corposi e piuttosto alla moda".
Tuttavia un critico di BBC America commentò che "anche l'originale parte di percussione non può impedire che 'Bleeding Love' suoni datata, come un pezzo dimenticato di qualche album di fine anni '90 di Mariah Carey. Uno di quei brani mid-tempo – troppo lenti per ballare, troppo veloci per il foxtrot. In realtà, con quel suo beat di percussioni da marcia, assomiglia a 'Hollaback Girl' di Gwen Stefani più di qualunque altra ballata. [...] La Lewis imbriglia intelligentemente la voce, senza mai sfociare in quei tratti melismatici che hanno caratterizzato notoriamente Christina Aguilera." Billboard's per primo recensì il singolo negli Stati Uniti, scrivendo "un debutto colossale e immortale [...] non solo un pezzo da novanta che resta dopo al primo ascolto, ma è anche hip hop, soulful, farcito di beat e presenta una prova vocale notevole." The Village Voice scrisse che "Bleeding Love" era una "macchina emo-pop perfettamente concepita... la Mariah di un tempo ne è già invidiosa".

## Video musicale
Il videoclip, diretto da Melina Matsoukas, è stato girato in un appartamento costruito negli studi di Los Angeles e segue le storie di sei coppie diverse. Il video è andato in onda per la prima volta il 17 ottobre 2007 ed è diventato in breve tempo uno dei video più visti nel web.
È stato girato anche un secondo videoclip per la promozione americana del singolo, diretto da Jesse Terrero e girato a New York.

## Tracce
CD single (88697175622)
1. Bleeding Love (Album Version) – 4:21 (Ryan Tedder, Jesse McCartney)
2. Forgiveness"[25] – 4:26 (Kara DioGuardi, Leona Lewis, Salaam Remi)

Maxi single (88697222422)
1. Bleeding Love (Album Version) – 4:21 (Tedder, McCartney)
2. Forgiveness – 4:21 (DioGuardi, Lewis, Remi)
3. A Moment like This – 4:17 (Jörgen Elofsson, John Reid)
4. Bleeding Love (video)

U.S. CD Promotional Single (88697218242)
1. Bleeding Love (Radio Edit) – 3:59 (Tedder, McCartney)
2. Bleeding Love (Album Version) – 4:21 (Tedder, McCartney)
3. Bleeding Love (Call Out Hook) – 0:10 (Tedder, McCartney)

U.S. digital CD single (886972980522)
1. Bleeding Love (Album Version) – 4:21 (Tedder, McCartney)

## Vendite
Il giorno della pubblicazione nel Regno Unito, il singolo ha venduto 66,000 copie, mentre alla fine dell'anno, a dieci settimane dalla pubblicazione ha venduto 788,000 copie. Per questo, il singolo è stato certificato disco di platino in Gran Bretagna. Con grande airplay radiofonico si è espansa anche nel resto del mondo, a partire dall'ultimo trimestre del 2007 a gran parte del 2008, ha fatto addirittura meglio nel resto del mondo, occupando la quasi totalità delle vette delle classifiche, vendendo milioni di copie digitali.

## Classifiche
Nel giorno della pubblicazione, il singolo ha raggiunto la vetta della classifica dei download legali da iTunes in Irlanda e Regno Unito, mentre è entrato nella classifica dei singoli ufficiale britannica il 28 ottobre alla numero 1, restandoci per sette settimane consecutive, aggiudicandosi così il record di artista femminile con un singolo alla numero 1 per maggior numero di settimane. Il singolo stato il più venduto in Irlanda per otto settimane consecutive, mentre ha debuttato alla numero 9 in Nuova Zelanda. Ha raggiunto la numerosi paesi tra cui la Croazia, la Slovenia, il Lussemburgo, l'Ungheria, l'Estonia e la Lettonia. In Giappone è diventata la prima canzone non nipponica a raggiungere la vetta della classifica.

### Classifica italiana
| Posizione | 26 | 17 | 8 | 4 | 3 | 3 | 2 | 3 | 5 | 4 | 7 | 3 | 5 | 10 | 13 | 6 | 10 | 10 | 13 |

### Classifiche internazionali
| Classifica (2007/2008) | Posizione massima |
| ---------------------- | ----------------- |
| Australia              | 1                 |
| Belgio (Fiandre)       | 1                 |
| Belgio (Vallonia)      | 4                 |
| Canada                 | 1                 |
| Danimarca              | 2                 |
| Europa                 | 1                 |
| Finlandia              | 2                 |
| Francia                | 1                 |
| Germania               | 1                 |
| Giappone               | 1                 |
| Grecia                 | 7                 |
| Irlanda                | 1                 |
| Italia                 | 2                 |
| Norvegia               | 1                 |
| Nuova Zelanda          | 1                 |
| Paesi Bassi            | 1                 |
| Polonia                | 1                 |
| Regno Unito            | 1                 |
| Repubblica Ceca        | 2                 |
| Romania                | 3                 |
| Svezia                 | 2                 |
| Svizzera               | 1                 |
| U.S. Billboard Hot 100 | 1                 |
| U.S. Billboard Pop 100 | 1                 |
| Ungheria               | 1                 |

### Classifiche di fine anno
| Classifica (2007) | Posizione |
| ----------------- | --------- |
| Regno Unito       | 1         |
| Irlanda           | 1         |
| Classifica (2008) | Posizione |
| Australia         | 4         |
| Austria           | 3         |
| Canada            | 2         |
| Francia           | 42        |
| Germania          | 2         |
| Giappone          | 8         |
| Spagna            | 40        |
| Svezia            | 23        |
| Svizzera          | 2         |
| Regno Unito       | 76        |
| Stati Uniti       | 2         |

### Classifiche decennali
| Anni 2000 (2000–2009) | Posizione |
| --------------------- | --------- |
| Australia             | 23        |
| Germania              | 18        |
| Regno Unito           | 11        |
| Stati Uniti           | 17        |

## Cronologia delle pubblicazioni
| Paese         | Data             | Etichetta | Formati           | Catalogo    |
| ------------- | ---------------- | --------- | ----------------- | ----------- |
| Irlanda       | 19 ottobre 2007  | Syco      | CD                |             |
| Regno Unito   | 21 ottobre 2007  | Syco      | Download digitale |             |
| Regno Unito   | 22 ottobre 2007  | Syco      | CD                | 88697175622 |
| Nuova Zelanda | 3 dicembre 2007  | Sony BMG  | CD                | 88697175622 |
| Svezia        | 6 dicembre 2007  | Sony BMG  |                   |             |
| Australia     | 15 dicembre 2007 | Sony BMG  | CD                |             |
| Stati Uniti   | 18 dicembre 2007 | Sony BMG  | Download digitale |             |
| Italia        | 11 gennaio 2008  | Sony BMG  | CD                |             |
| Germania      | 11 gennaio 2008  |           |                   |             |
| Paesi Bassi   | 28 gennaio 2008  |           |                   |             |

## Versione di Jesse McCartney
Bleeding Love inoltre, è una bonus track dell'ultimo album di Jesse McCartney, Departure. La canzone è una ballata R&B scritta dallo stesso cantante e da Ryan Tedder.